# Kenton (Delaware)
Kenton és un poble dels Estats Units a l'estat de Delaware. Segons el cens del 2000 tenia 237 habitants.

## Demografia
Segons el cens del 2000, Kenton tenia 237 habitants, 83 habitatges, i 63 famílies. La densitat de població era de 538,3 habitants/km².
Dels 83 habitatges en un 36,1% hi vivien nens de menys de 18 anys, en un 59% hi vivien parelles casades, en un 9,6% dones solteres, i en un 22,9% no eren unitats familiars. En el 14,5% dels habitatges hi vivien persones soles el 4,8% de les quals corresponia a persones de 65 anys o més que vivien soles. El nombre mitjà de persones vivint en cada habitatge era de 2,86 i el nombre mitjà de persones que vivien en cada família era de 3,11.
Per edats la població es repartia de la següent manera: un 27,8% tenia menys de 18 anys, un 9,3% entre 18 i 24, un 30,4% entre 25 i 44, un 24,9% de 45 a 60 i un 7,6% 65 anys o més.
L'edat mediana era de 36 anys. Per cada 100 dones de 18 o més anys hi havia 90 homes.
La renda mediana per habitatge era de 38.250 $ i la renda mediana per família de 38.000 $. Els homes tenien una renda mediana de 32.143 $ mentre que les dones 27.500 $. La renda per capita de la població era de 15.539 $. Aproximadament el 10,6% de les famílies i el 15,4% de la població estaven per davall del llindar de pobresa.

## Poblacions més properes
El següent diagrama mostra les poblacions més properes.